# Vibe (bài hát của Taeyang)
"Vibe" là một bài hát của nam ca sĩ người Hàn Quốc Taeyang, cùng với Jimin của BTS. Bài hát được phát hành thông qua The Black Label vào ngày 13 tháng 1 năm 2023 và đánh dấu lần phát hành đầu tiên của Taeyang sau hơn 5 năm kể từ White Night (2017). Bài hát được sáng tác bởi Taeyang, Vince. Teddy Park, Jimin, Kush và 24 soạn nhạc cho bài hát.

## Bối cảnh
Tin đồn về đĩa đơn lần đầu tiên bắt đầu lan truyền vào cuối năm 2022, khi các phương tiện truyền thông đưa tin rằng thành viên Big Bang Taeyang sẽ phát hành một album solo vào tháng 1 năm 2023, với một trong những bài hát có thể có sự góp mặt của thành viên Jimin từ BTS. Vào ngày 4 tháng 1 năm 2023, việc phát hành sản phẩm hợp tác đã được công bố chính thức thông qua các tài khoản mạng xã hội. Nó sẽ đánh dấu lần phát hành đầu tiên của Taeyang dưới sự quản lý của công ty con YG Entertainment The Black Label, nơi anh đã chuyển đến một tuần trước đó.

## Giải thưởng
| Tên chương trình | Ngày phát sóng   | Nguồn |
| ---------------- | ---------------- | ----- |
| M Countdown      | 19 tháng 1, 2023 | [ 8 ] |

## Đội ngũ thực hiện
Đội ngũ thực hiện được ghi chú trên Melon.
- Teddy – soạn nhạc, sản xuất
- Taeyang – sáng tác, soạn nhạc
- Vince – sáng tác, soạn nhạc
- Kush – soạn nhạc, biên khúc
- Jimin – soạn nhạc
- 24 – soạn nhạc, biên khúc
- Bang Young-joo – thu âm
- Yoon Dong-gun – thu âm
- Pdogg – thu âm
- Josh Gudwin – phối khí
- Chris Gehringer – hoàn chỉnh âm thanh

## Bảng xếp hạng
| Bảng xếp hạng (2023)                        | Thứ hạng |
| ------------------------------------------- | -------- |
| Úc (ARIA)                                   | 48       |
| Canada (Canadian Hot 100)                   | 59       |
| Thế giới Global 200 (Billboard)             | 12       |
| Hồng Kông (Billboard)                       | 13       |
| Hungary (Single Top 40)                     | 8        |
| Indonesia (Billboard)                       | 8        |
| Nhật Bản (Japan Hot 100)                    | 32       |
| Nhật Bản Combined Singles (Oricon)          | 35       |
| Malaysia (Billboard)                        | 7        |
| New Zealand Hot Singles (RMNZ)              | 8        |
| Philippines (Billboard)                     | 11       |
| Singapore (RIAS)                            | 6        |
| Hàn Quốc (Circle)                           | 5        |
| Đài Loan (Billboard)                        | 6        |
| Anh Quốc (OCC)                              | 96       |
| Hoa Kỳ Billboard Hot 100                    | 76       |
| Hoa Kỳ World Digital Song Sales (Billboard) | 1        |
| Vietnam (Vietnam Hot 100)                   | 9        |

## Lịch sử phát hành
| Khu vực   | Ngày                | Định dạng                               | Hãng đĩa                   |
| --------- | ------------------- | --------------------------------------- | -------------------------- |
| Toàn quốc | 13 tháng 1 năm 2023 | Tải kỹ thuật số, truyền phát trực tuyến | The Black Label Interscope |